# The Beatles’ First
The Beatles’ First ist ein Kompilationsalbum der britischen Band The Beatles und Tony Sheridan, es enthält die ersten professionellen Studioaufnahmen der Beatles, die Produktionsleitung erfolgte von Bert Kaempfert im Juni 1961 und Mai 1962 in Hamburg. Das Album erschien im April 1964 in Deutschland und am 4. August 1967 in Großbritannien. In den USA wurde das Album am 4. Mai 1970 unter dem Titel In the Beginning (Circa 1960) veröffentlicht.

## Entstehung

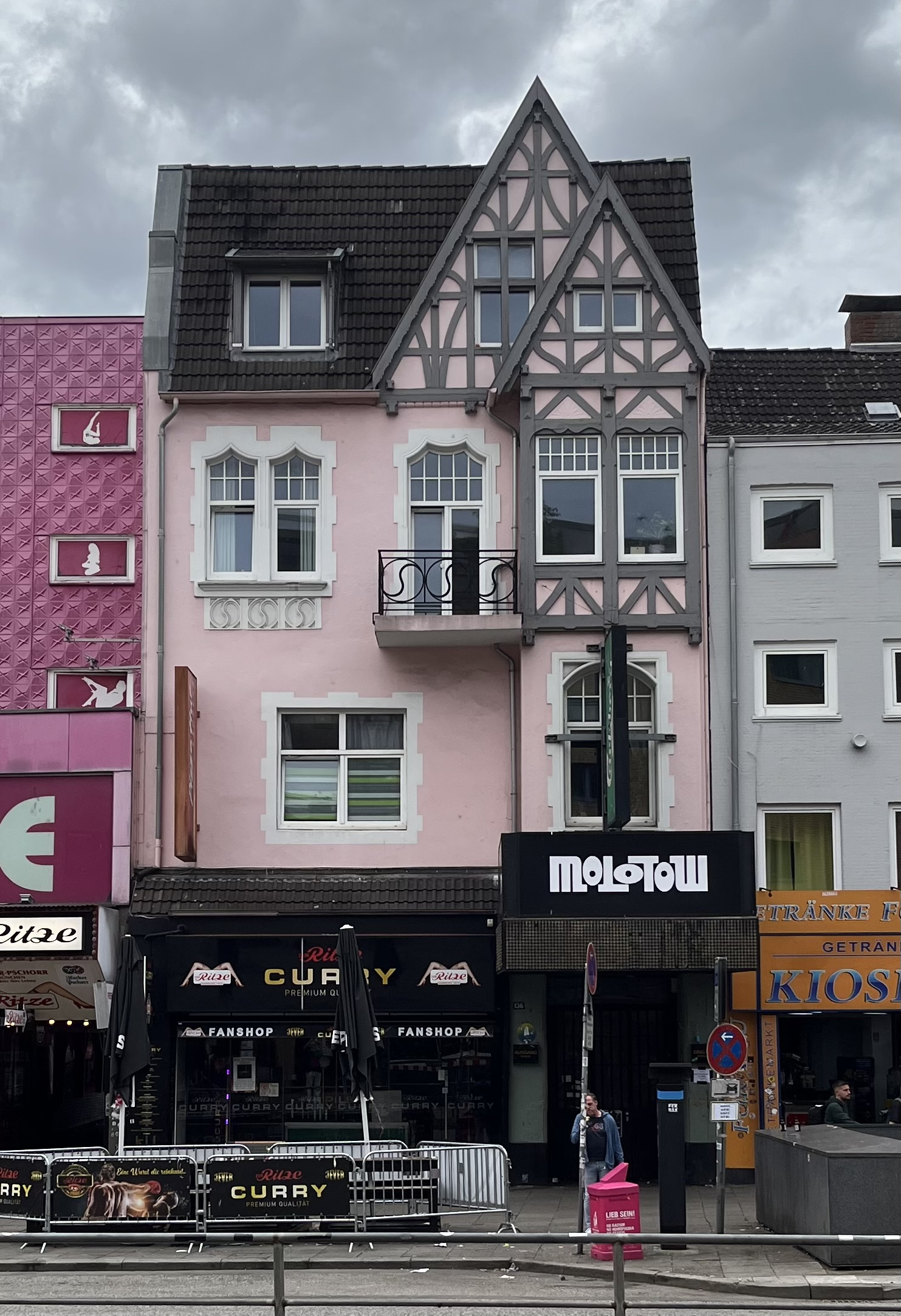
Ehemaliger Top Ten Club unter dem Namen Molotow

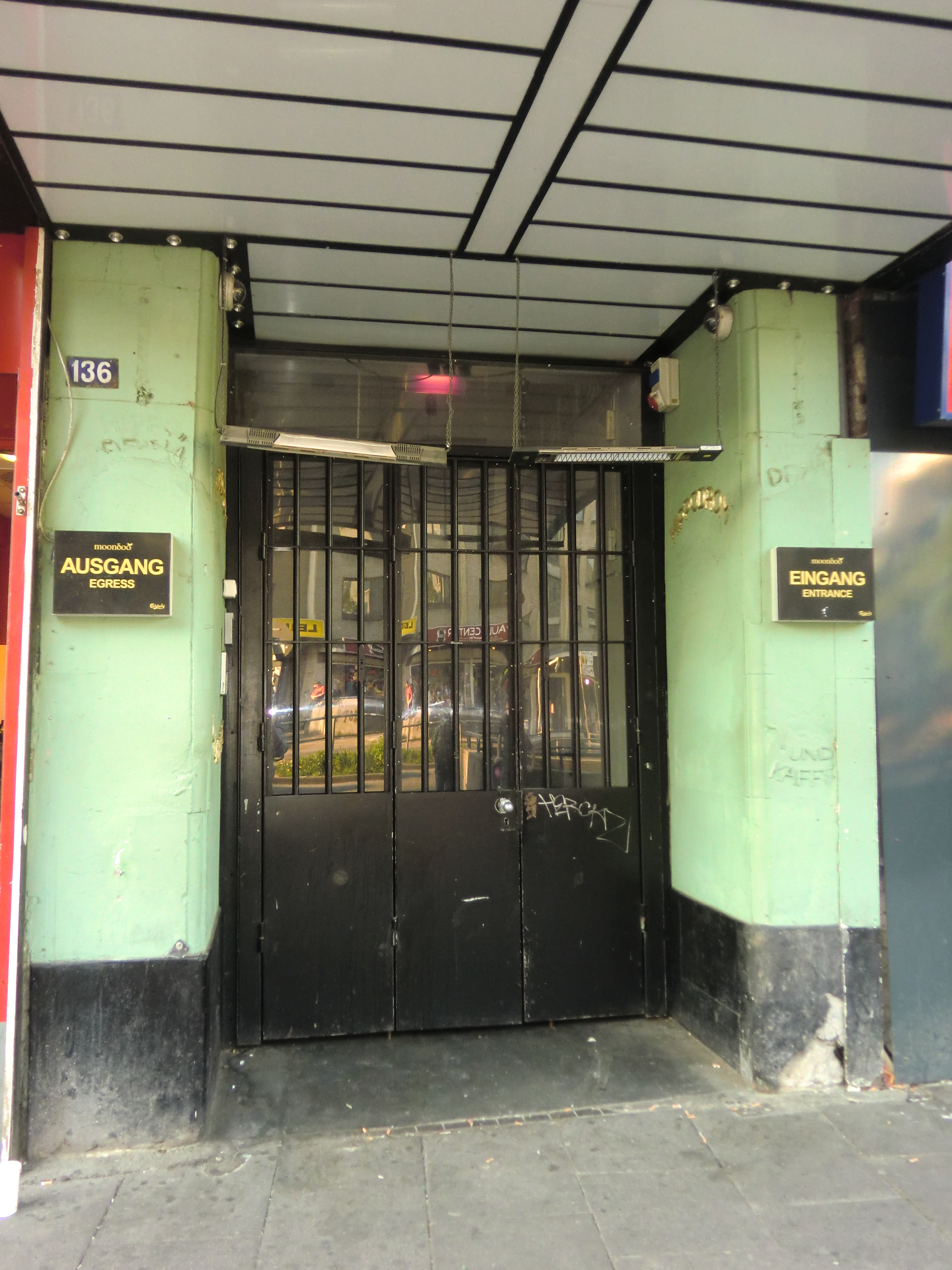
Ehemaliger Eingang vom Top Ten Club, heute: Eingang vom Molotow

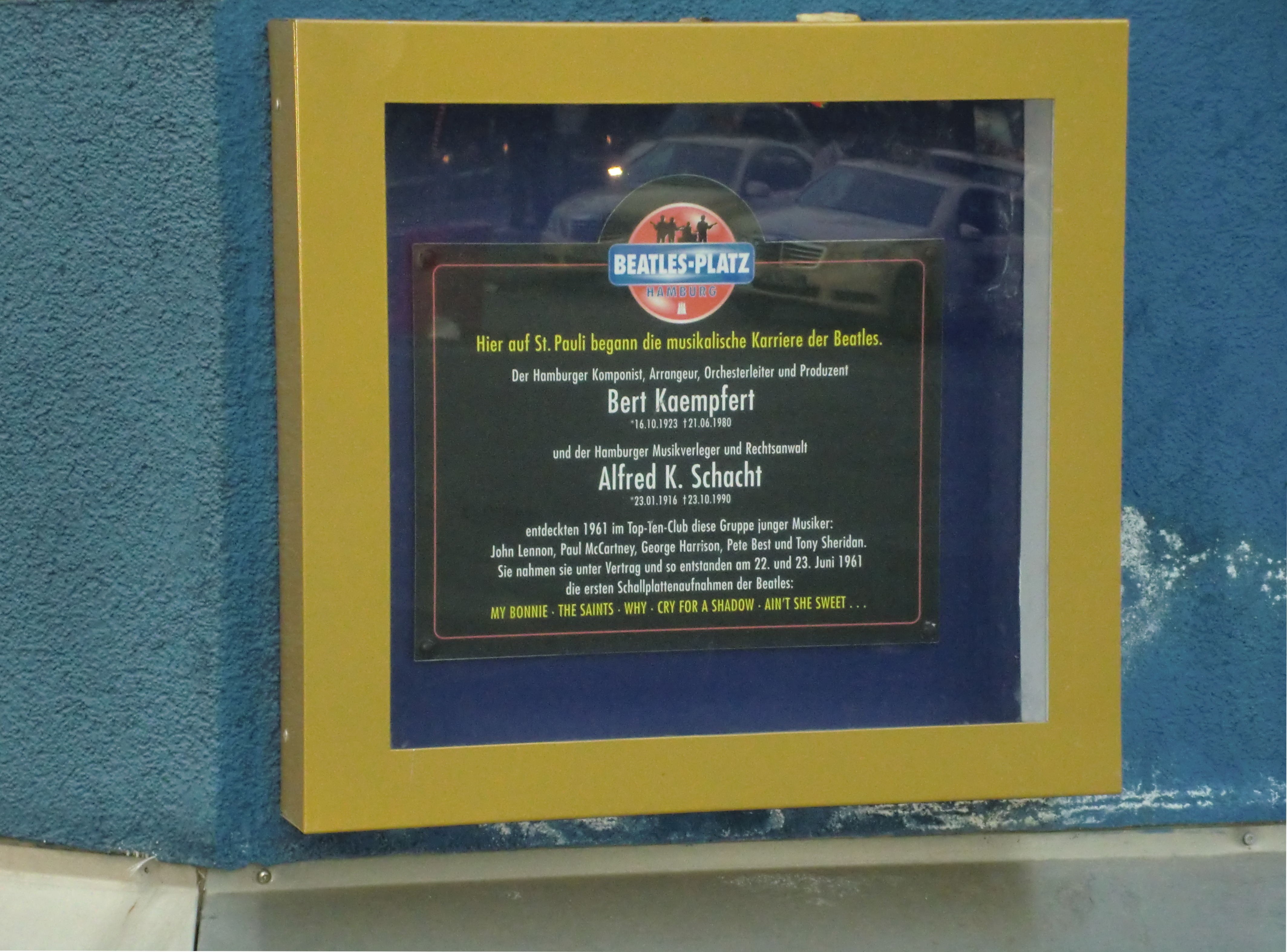
Gedenktafel am Beatles-Platz, die an die Entdeckung der Beatles und Tony Sheridan im Top Ten Club durch Bert Kaempfert und Alfred K. Schacht erinnert

Die Beatles hatten vom 1. April bis zum 1. Juli 1961 ein Engagement im Top Ten Club in Hamburg, wo sie 92 Auftritte absolvierten. Anfang Mai 1961 besuchte der deutsche Sänger Tommy Kent den Top Ten Club und war von den Auftritten Tony Sheridan und den Beatles so beeindruckt, dass er Bert Kaempfert überzeugte, sich selbst ein Bild zu machen. Am folgenden Tag kam Kaempfert mit seiner Ehefrau und Tommy Kent in den Club und nahm erstmals mit Tony Sheridan und den Beatles Kontakt auf. Weitere Besuche folgten und im Juni 1961 besprachen Kaempfert und sein Toningenieur Karl Hinze mit den Beatles im Top Ten Club die Gegebenheiten für zukünftige Aufnahmen.

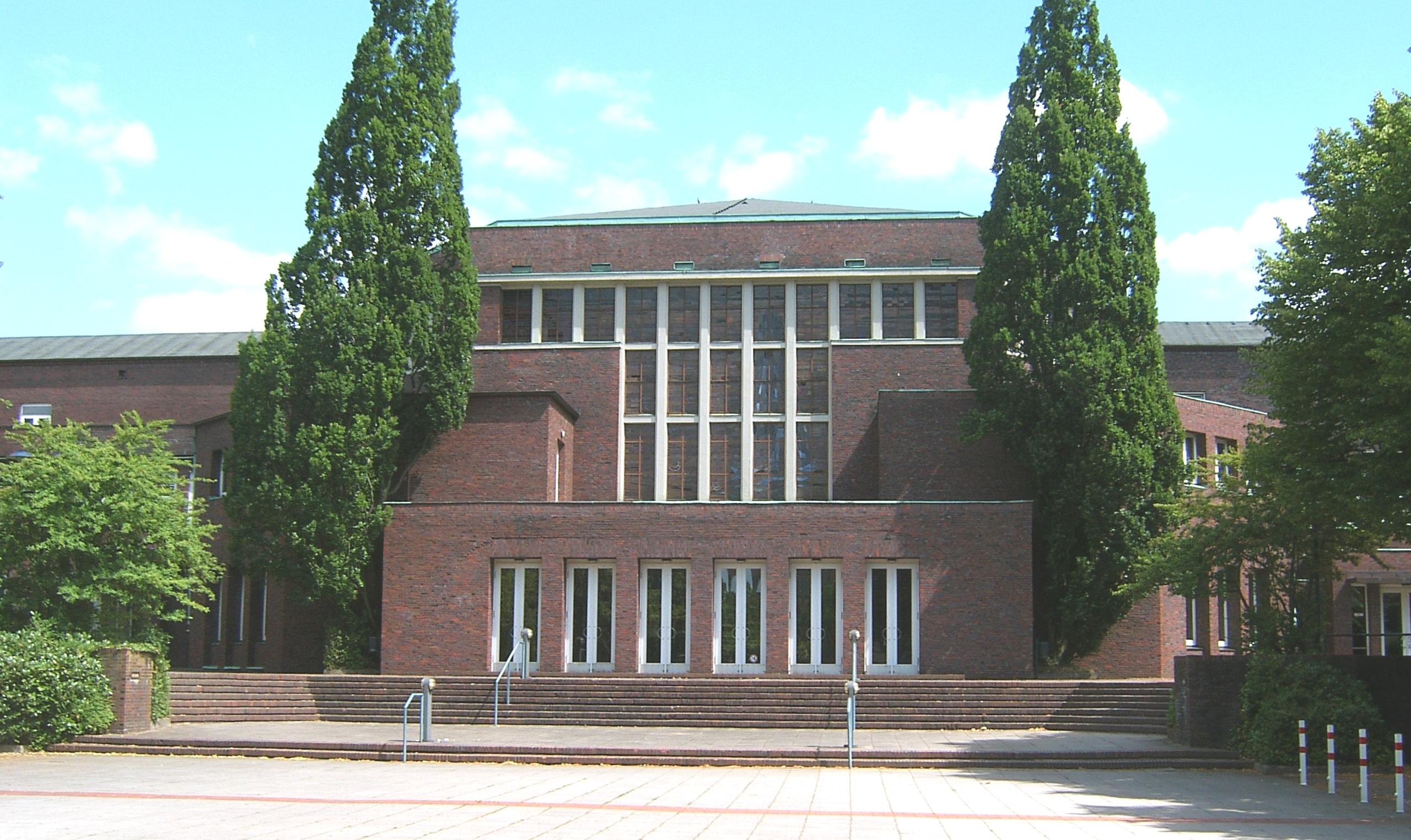
Friedrich-Ebert-Halle

Die Beatles und Sheridan spielten auf der Bühne des Top Ten Clubs bis nach 3 Uhr morgens des 22. Juni 1961. Als Bert Kaempfert die Beatles, wie vereinbart, um 8 Uhr morgens vor der Großen Freiheit abholen wollte, schliefen sie noch. Die Aufnahmen erfolgten am 22. und 23. Juni 1961 mit einem improvisierten Tonstudio auf der Bühne der Aula des Friedrich-Ebert-Gymnasiums in Hamburg-Harburg. Folgende Lieder wurden mit einem tragbaren Zweispur-Tonbandgerät aufgenommen, die Produktionsleitung übernahm Bert Kaempfert, Toningenieur war Karl Hinze:
1. My Bonnie (Ansage in Deutsch),
2. My Bonnie (My Bonnie Lies Over the Ocean),
3. The Saints (When the Saints Go Marching In),
4. Why,
5. Cry for a Shadow,
6. Nobody’s Child,
7. Ain’t She Sweet,
8. Take Out Some Insurance.

In einigen Quellen wird erwähnt, dass weitere Aufnahmen am 24. Juni 1961 im Studio Rahlstedt, Hamburg eingespielt wurden. Da das Studio aber erst Ende Februar 1962 fertiggestellt wurde, ist dieser Termin ausgeschlossen.
Während der Aufnahmen spielten die Beatles Bert Kaempfert neben dem Instrumentaltitel Cry for a Shadow, der den Arbeitstitel Beatles Bop trug, weitere Eigenkompositionen vor, von denen er aber musikalisch nicht überzeugt war.
John Lennon sagte dazu: „In Hamburg, als wir Probeaufnahmen für deutsche Plattenproduzenten machten, sagten sie, wir sollten mit dem Rock und dem Blues aufhören und uns mehr auf die anderen Sachen konzentrieren.“
Bei Ain’t She Sweet sang John Lennon, statt Tony Sheridan, der allerdings die übrigen fünf Lieder einsang. Jeder der vier Beatles erhielt für die beiden Studiotage jeweils 175 Mark (kaufkraftbereinigt in heutiger Währung: rund 480 Euro) ausgezahlt. Am 2. Juli 1961 verließen die Beatles Deutschland und kehrten erst zur Eröffnung des Star-Club am 13. April 1962 nach Hamburg zurück.
Die britische Musikzeitschrift Mersey Beat berichtete in ihrer Ausgabe vom 20. Juli 1961, dass die Beatles einen Plattenvertrag mit Polydor Records in Hamburg geschlossen hatten. Mark Lewisohn zufolge sei Vertragsbeginn der 1. Juli 1961 gewesen, obwohl am 22. Juni 1961 die erste Studiosession für Polydor stattfand. Tatsächlich wurde der Vertrag am 1. Juli 1961 zwischen den Beatles und der Bert Kaempfert Produktion geschlossen und dieser war bis zum 30. Juni 1962 gültig. Vor dem 1. Juli 1961 wurden die vier Beatles, John Lennon, Paul McCartney, George Harrison und Pete Best lediglich von der Schallplattengesellschaft Deutsche Grammophon als Studiomusiker entlohnt.

Tony Sheridan & The Beat Brothers – My Bonnie

Am 23. Oktober 1961 wurde die Single My Bonnie/The Saints bei Polydor (Katalognummer NH 24673), unter der Interpretenbezeichnung (Labeldruck) „Tony Sheridan & The Beat Brothers“ veröffentlicht. My Bonnie hat ein Intro in deutscher Sprache und auf der Schallplattenhülle wurde lediglich Tony Sheridan erwähnt. Eine weitere Version erschien in Deutschland im Januar 1962, ebenfalls bei Polydor (mit identischer Katalognummer), sie enthält ein englisches Intro. Diese Version erschien in Großbritannien am 1. Januar 1962 (Polydor NH 66833) und in den USA am 23. April 1962 (DECCA 31382). Die Single erreichte in Großbritannien Platz 48, in den USA Platz 26 und in Deutschland Platz 32 der Charts. Die britische Version führt auf dem Label als Interpreten „Tony Sheridan & The Beatles“ auf, somit wurden die Beatles hier als Künstler erstmals auf einer Schallplatte erwähnt. Im Dezember 1961 wurde in Deutschland die Promotionsingle Why / Cry for a Shadow hergestellt, eine offizielle Veröffentlichung erfolgte nicht.
Die Erinnerungen der Beatles waren im Nachhinein eher negativ:
Paul McCartney: „Sie fanden unseren Namen nicht gut und verlangten, dass wir uns in ‚The Beat Brothers‘ umbenannten, das sei für das deutsche Publikum leichter zu verstehen.“
John Lennon: „Als wir das Angebot bekamen, dachten wir, alles sei ganz einfach […] aber die Leute mochten unsere Platten [Lieder] nicht, sie zogen My Bonnie vor. Tony Sheridan sang und wir schrammelten im Hintergrund herum. Furchtbar! Das konnte jeder spielen.“
George Harrison: „Das war eine große Enttäuschung, denn wir hatten auf einen eigenen Plattenvertrag gehofft […]“
Ende Oktober/Anfang November wurde Brian Epstein bedingt durch die Single My Bonnie auf die Beatles aufmerksam und besuchte sie erstmals am 9. November 1961 im Cavern Club. Es folgten weitere Treffen, bis er schließlich Ende Januar 1962 offiziell der Manager der Beatles wurde.
Am 21. Dezember 1961 nahm Tony Sheridan für sein Album My Bonnie (Polydor 237 112) weitere zehn Lieder unter der Produktionsleitung von Bert Kaempfert, aber ohne die Beatles, auf. Die Musiker waren Roy Young (Klavier), Colin Melander (Bass), Rikki Barnes (Saxofon), Jimmy Doyle und Johnny Watson (Schlagzeug), die als Begleitmusiker den Gruppennamen The Beat Brothers trugen. Das Masterband für das am 21. Dezember 1961 aufgenommene Album My Bonnie wurde am 26. März 1962 fertiggestellt. Da die LP im April 1962 veröffentlicht wurde, kann das hierauf enthaltene Lied Swanee River nicht die am 24. Mai 1962 mit den Beatles aufgenommene Version sein. Auf dem Album befinden sich lediglich zwei Lieder mit den Beatles: My Bonnie und The Saints.
Im April 1962 erschien in Frankreich die EP Mister Twist (Katalognummer 21914), die erstmals folgende vier Lieder mit den Beatles enthält: When the Saints / Cry for a Shadow / My Bonnie / Why.

### Aufnahmen im Mai 1962
Am 24. Mai 1962 entstanden im Studio Rahlstedt in Hamburg mit dem Produzenten Bert Kaempfert und Toningenieur Hans Falkenberg die Musikspuren zu
09. Sweet Georgia Brown und
10. Swanee River
mit den Beatles und Roy Young am Klavier, die am 7. Juni 1962 durch Tony Sheridan besungen wurden. Während Sweet Georgia Brown auf der Sheridan-EP Ya Ya (Katalognummer EPH 21 485) enthalten ist, die im Oktober 1962 in Deutschland erschien, ist Swanee River nicht mehr archiviert und bisher unauffindbar. Beide Lieder wurden erstmals von Tony Sheridan ohne die Beatles am 21. Dezember 1961 für sein Album My Bonnie aufgenommen.

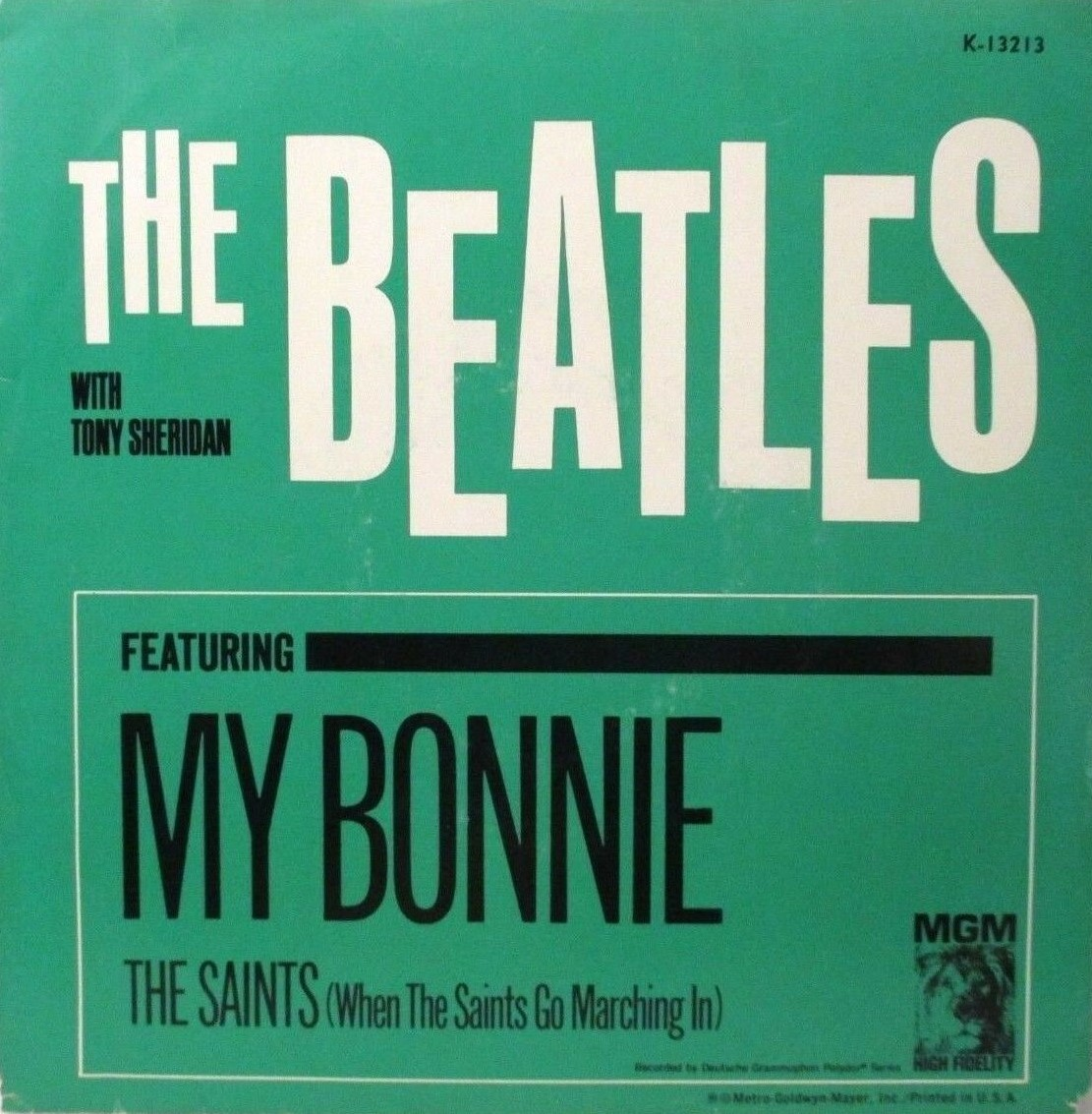
US-Version von 1964 – My Bonnie

US-Version – My Bonnie

The Beatles – Ain’t She Sweet

Im Polydor-Archiv wurde eine Aufnahmeplanung gefunden, die dokumentiert, dass die Beatles am 28. und 29. Mai 1962 vorhatten, zwölf Lieder im Studio Rahlstedt, mit Bert Kaempfert als Produzenten, aufzunehmen. Die Produktionskosten von 1500 Mark (kaufkraftbereinigt in heutiger Währung: rund 3.970 Euro) hätten Brian Epstein und die Beatles bezahlen müssen. Die Aufnahmen wurden nicht realisiert, da Brian Epstein einen Vorspieltermin mit dem Label Parlophone arrangieren konnte. So wurden die Beatles auf Bitten von Epstein am 25. Mai 1962 aus dem Vertrag mit der Bert Kaempfert Produktion vorzeitig entlassen. Am 31. Mai 1962 hatten die Beatles ihren vorerst letzten Auftritt im Star-Club und kehrten nach Großbritannien zurück. Am 6. Juni 1962 hatten John Lennon, Paul McCartney, George Harrison und Pete Best den Vorspieltermin in den Londoner Abbey Road Studios, bei dem die Gruppe vor den Parlophone-Produzenten George Martin und Ron Richards auftrat. Der Plattenvertrag zwischen den Beatles und Parlophone wurde rückdatiert auf den 4. Juni 1962 unterschrieben. Die Karriere der Beatles begann und ab dem Jahr 1964 waren sie auch international erfolgreich. Polydor Records erinnerte sich an die Aufnahmen der Gruppe mit Tony Sheridan und so wurden weltweit im Zuge des kommerziellen Erfolgs der Beatles diverse Singles der Polydor-Lieder veröffentlicht. In Deutschland erschienen folgende Zusammenstellungen:
- Cry for a Shadow / Why, 28. Februar 1964[18]
- Ain’t She Sweet / Take Out Some Insurance On Me, Baby, 15. April 1964[19]
- Sweet Georgia Brown / Nobody’s Child, 31. Januar 1965[20]

Am 3. Januar 1964 sang Tony Sheridan das Lied Sweet Georgia Brown im Studio Rahlstedt in Hamburg unter der Produktionsleitung von Paul Murphy erneut ein. Diese Version wurde in den kommenden Jahren am häufigsten für die diversen Plattenveröffentlichungen verwendet. In den USA wurden Mitte Januar 1964 vier Lieder in den Atlantic Recording Studios überarbeitet, so wurde für Ain’t She Sweet, Sweet Georgia Brown und Take Out Some Insurance on Me, Baby eine weitere Schlagzeugbegleitung von Bernard Purdie eingespielt, beim zweiten und dritten Lied spielte Cornell Dupree noch eine weitere Gitarrenbegleitung ein. Zusätzlich wurde Nobody’s Child um 58 Sekunden gekürzt.
Die erste Veröffentlichung der acht Lieder von den Beatles und Tony Sheridan auf einer Schallplatte erfolgte wahrscheinlich im Februar 1964 (andere Quellen: April 1964) in Frankreich auf dem 10″-Vinyl-Album Les Beatles (Katalognummer Polydor 45900). In Deutschland wurde im April 1964 (andere Quellen: Juni 1964) das Album The Beatles’ First veröffentlicht, das die acht verfügbaren Lieder der Sheridan/Beatles-Sessions enthält. Das Album wurde mit weiteren vier von Bert Kaempfert produzierten Tony-Sheridan-Liedern, ohne Beatles-Beteiligung aufgefüllt. Die vier Lieder wurden in 1962/63 auf einer EP und zwei Singles veröffentlicht.
Das Album wurde in einer Mono- (Katalognummer: Polydor Polydor 46432) und in einer Stereoversion (Katalognummer: Polydor 237 632) veröffentlicht.
In Großbritannien wurden Exemplare aus Deutschland importiert, erst am 4. August 1967 wurde das Album (Katalognummer: Polydor 236 201 (Stereo)) auch in Großbritannien veröffentlicht. Fast sechs Jahre später als in Deutschland, am 4. Mai 1970, erschien das Album unter dem Titel In the Beginning (Circa 1960) auch in den USA. In den Folgejahren wurde das Album unter verschiedenen Titelbezeichnungen international wiederveröffentlicht. 1974 erschien The Beatles’ First als Doppel-Vinyl-Album. Es enthält die Lieder der Alben The Beatles’ First und Just a Little Bit of Tony Sheridan.

### Titelliste des AlbumsThe Beatles’ First
Seite 1
| Nr. | Lied                                | Autor                            | Leadgesang    | Interpret                                                     | Länge |
| --- | ----------------------------------- | -------------------------------- | ------------- | ------------------------------------------------------------- | ----- |
| 01  | Ain’t She Sweet                     | Milton Ager/Jack Yellen          | John Lennon   | The Beatles                                                   | 2:10  |
| 02  | Cry for a Shadow                    | George Harrison/John Lennon      | Instrumental  | The Beatles                                                   | 2:22  |
| 03  | Let’s Dance                         | Jim Lee                          | Tony Sheridan | Tony Sheridan & The Beat Brothers, Aufnahme: 18. Oktober 1962 | 2:32  |
| 04  | My Bonnie                           | Traditional                      | Tony Sheridan | Tony Sheridan & The Beatles                                   | 2:06  |
| 05  | Take Out Some Insurance On Me, Baby | Waldenese Hall/Charles Singleton | Tony Sheridan | Tony Sheridan & The Beatles                                   | 2:52  |
| 06  | What’d I Say                        | Ray Charles                      | Tony Sheridan | Tony Sheridan & The Beat Brothers, Aufnahme: 31. Januar 1963  | 2:37  |

Seite 2
| Nr. | Lied                | Autor                         | Leadgesang    | Interpret                                                    | Länge |
| --- | ------------------- | ----------------------------- | ------------- | ------------------------------------------------------------ | ----- |
| 07  | Sweet Georgia Brown | Ben Bernie                    | Tony Sheridan | Tony Sheridan & The Beatles                                  | 2:03  |
| 08  | The Saints          | Traditional                   | Tony Sheridan | Tony Sheridan & The Beatles                                  | 3:19  |
| 09  | Ruby Baby           | Jerry Leiber und Mike Stoller | Tony Sheridan | Tony Sheridan & The Beat Brothers, Aufnahme: 31. Januar 1963 | 2:48  |
| 10  | Why                 | Bill Crompton/Tony Sheridan   | Tony Sheridan | Tony Sheridan & The Beatles                                  | 2:55  |
| 11  | Nobody’s Child      | Cy Coben/Mel Foree            | Tony Sheridan | Tony Sheridan & The Beatles                                  | 3:52  |
| 12  | Ya Ya               | Lee Dorsey/Morgan Robinson    | Tony Sheridan | Tony Sheridan & The Beat Brothers, Aufnahme: 28. August 1962 | 2:48  |

### Titelliste des AlbumsBeatles Bop
Im November 2001 erschien unter der Katalognummer BCD 16447 BK, von der deutschen Firma Bear Family Records zusammengestellt, das bisher umfangreichste Kompilationsalbum der Tony-Sheridan- und Beatles-Aufnahmen. Es enthält alle bisher bekannten und veröffentlichten Versionen der Aufnahmen. Zusätzlich enthält die Doppel-CD ein 100-seitiges Begleitheft mit ausführlichen Hintergrundinformationen.
CD 1—Mono
| Nr. | Lied                                                     | Anmerkung                                                    | Länge |
| --- | -------------------------------------------------------- | ------------------------------------------------------------ | ----- |
| 01  | My Bonnie                                                | Deutsches Intro                                              | 2:45  |
| 02  | My Bonnie                                                | Englisches Intro                                             | 2:43  |
| 03  | My Bonnie                                                | Ohne Intro                                                   | 2:09  |
| 04  | The Saints                                               |                                                              | 3:21  |
| 05  | Cry for a Shadow                                         |                                                              | 2:25  |
| 06  | Why                                                      |                                                              | 3:01  |
| 07  | Nobody’s Child                                           |                                                              | 3:55  |
| 08  | Ain’t She Sweet                                          |                                                              | 2:13  |
| 09  | Take Out Some Insurance on Me, Baby/If You Love Me, Baby |                                                              | 2:55  |
| 10  | Sweet Georgia Brown                                      |                                                              | 2:06  |
| 11  | Sweet Georgia Brown                                      | Neuer Text, eingesungen am 3. Januar 1964                    | 2:06  |
| 12  | Sweet Georgia Brown                                      | US-Version, Überarbeitung Mitte Januar 1964                  | 2:06  |
| 13  | Take Out Some Insurance on Me, Baby/If You Love Me, Baby | US-Version, Überarbeitung Mitte Januar 1964                  | 2:54  |
| 14  | Ain’t She Sweet                                          | US-Version, Überarbeitung Mitte Januar 1964                  | 2:15  |
| 15  | Nobody’s Child                                           | US-Version, Überarbeitung Mitte Januar 1964                  | 2:58  |
| 16  | My Bonnie                                                | Medley-Version; für ein Kompilationsalbum gekürzte Version   | 2:30  |
| 17  | The Saints                                               | Medley-Version; für ein Kompilationsalbum gekürzte Version   | 2:04  |
| 18  | Cry for a Shadow                                         | Medley-Version 1; für ein Kompilationsalbum gekürzte Version | 1:29  |
| 19  | Cry for a Shadow                                         | Medley-Version 2; für ein Kompilationsalbum gekürzte Version | 1:18  |
| 20  | Swanee River                                             | Mit Intro; ohne Beteiligung der Beatles                      | 2:57  |
| 21  | Swanee River                                             | Ohne Intro; ohne Beteiligung der Beatles                     | 2:57  |

CD 2—Stereo
| Nr. | Lied                                                     | Anmerkung                                                    | Länge |
| --- | -------------------------------------------------------- | ------------------------------------------------------------ | ----- |
| 01  | My Bonnie                                                | Deutsches Intro                                              | 2:45  |
| 02  | My Bonnie                                                | Englisches Intro                                             | 2:43  |
| 03  | My Bonnie                                                | Ohne Intro                                                   | 3:21  |
| 04  | The Saints                                               |                                                              | 3:21  |
| 05  | Cry for a Shadow                                         |                                                              | 2:25  |
| 06  | Why (Can’t You Love Me Again)                            |                                                              | 3:01  |
| 07  | Nobody’s Child                                           |                                                              | 3:55  |
| 08  | Ain’t She Sweet                                          |                                                              | 2:13  |
| 09  | Take Out Some Insurance on Me, Baby/If You Love Me, Baby |                                                              | 2:55  |
| 10  | Sweet Georgia Brown                                      |                                                              | 2:06  |
| 11  | Sweet Georgia Brown                                      | Neuer Text, eingesungen am 3. Januar 1964                    | 2:06  |
| 12  | My Bonnie                                                | Medley-Version; für ein Kompilationsalbum gekürzte Version   | 2:30  |
| 13  | The Saints                                               | Medley-Version; für ein Kompilationsalbum gekürzte Version   | 2:04  |
| 14  | Cry for a Shadow                                         | Medley-Version 1; für ein Kompilationsalbum gekürzte Version | 1:29  |
| 15  | Cry for a Shadow                                         | Medley-Version 2; für ein Kompilationsalbum gekürzte Version | 1:18  |
| 16  | Swanee River                                             | Mit Intro; ohne Beteiligung der Beatles                      | 2:57  |
| 17  | Swanee River                                             | Ohne Intro; ohne Beteiligung der Beatles                     | 2:57  |

## Aufnahmedaten
Die Lieder Nr. 1 bis 7 wurden in der Hamburger Friedrich-Ebert-Halle unter Produktionsleitung von Bert Kaempfert aufgenommen. Der Toningenieur war Karl Hinze, sein Assistent war Günther Sörensen. Das Lied Nr. 8 Sweet Georgia Brown wurde am 24. Mai 1962 im Studio Rahlstedt mit dem Produzenten Bert Kaempfert und Toningenieur Hans Falkenberg aufgenommen, Tonassistent war Jürgen Kramer.
- Das eingespielte Lied Swanee River gilt als nicht auffindbar und wird daher nicht aufgeführt.
- Der Toningenieur Richard Moore geht anhand der Soundstruktur und den Abmischungen davon aus, dass die Lieder Nobody's Child, Take Out Some Insurance on Me, Baby-If You Love Me, Baby und Ain't She Sweet am 23. Juni und die restlichen Lieder am 22. Juni aufgenommen wurden.[25]
- In einem Interview mit Tony Sheridan, das am 6. September 1975 im britischen New Musical Express (NME) veröffentlicht wurde, erwähnt Sheridan, dass er noch mit den Beatles Kansas City und die Beatles Some Other Guy und Rock and Roll Music mit John Lennon als Sänger aufgenommen hätten. Es sind weder die Aufnahmebänder noch Dokumentationen über die Aufnahmen auffindbar.[26]

| Nr. | Lied                                                     | Aufnahmedaten               | Besetzung |
| --- | -------------------------------------------------------- | --------------------------- | --- |
| 01  | My Bonnie                                                | 22. + 23. Juni 1961         | - Tony Sheridan: Rhythmusgitarre, Leadgitarre, Gesang - John Lennon: Hintergrundgesang - Paul McCartney: Bass, Hintergrundgesang - George Harrison: Leadgitarre, Rhythmusgitarre - Pete Best: Schlagzeug                                                               |
| 02  | The Saints                                               | 22. + 23. Juni 1961         | - Tony Sheridan: Rhythmusgitarre, Leadgitarre, Gesang - John Lennon: Hintergrundgesang - Paul McCartney: Bass, Hintergrundgesang - George Harrison: Leadgitarre, Rhythmusgitarre - Pete Best: Schlagzeug                                                               |
| 03  | Cry for a Shadow                                         | 22. + 23. Juni 1961         | - John Lennon: Rhythmusgitarre - Paul McCartney: Bass, Rufe im Hintergrund - George Harrison: Leadgitarre - Pete Best: Schlagzeug |
| 04  | Why                                                      | 22. + 23. Juni 1961         | - Tony Sheridan: Rhythmusgitarre, Gesang - John Lennon: Rhythmusgitarre, Hintergrundgesang - Paul McCartney: Bass, Hintergrundgesang - George Harrison: Leadgitarre, Hintergrundgesang - Pete Best: Schlagzeug                                                         |
| 05  | Nobody’s Child                                           | 22. + 23. Juni 1961         | - Tony Sheridan: Rhythmusgitarre, Gesang - Paul McCartney: Bass - Pete Best: Schlagzeug |
| 06  | Ain’t She Sweet                                          | 22. + 23. Juni 1961         | - John Lennon: Rhythmusgitarre, Gesang - Paul McCartney: Bass - George Harrison: Leadgitarre - Pete Best: Schlagzeug |
| 07  | Take Out Some Insurance on Me, Baby/If You Love Me, Baby | 22. + 23. Juni 1961         | - Tony Sheridan: Leadgitarre, Gesang - Paul McCartney: Bass - George Harrison: Rhythmusgitarre - Pete Best: Schlagzeug |
| 08  | Sweet Georgia Brown                                      | 24. Mai 1962, 07. Juni 1962 | - Tony Sheridan: Gesang (Aufnahme 7. Juni 1962, Neuaufnahme 3. Januar 1964) - John Lennon: Rhythmusgitarre, Hintergrundgesang - Paul McCartney: Bass, Hintergrundgesang - George Harrison: Leadgitarre, Hintergrundgesang - Pete Best: Schlagzeug - Roy Young: Klavier |

## Chartplatzierungen

### Chartplatzierungen der Beatles & Tony Sheridan-Alben
| Album       | Album                         | Datum der Veröffentlichung | Datum der Veröffentlichung | Datum der Veröffentlichung | Beste Charts-Platzierung | Beste Charts-Platzierung | Beste Charts-Platzierung | Label Katalognr. | Label Katalognr. | Label Katalognr.                       |
| Typ         | Titel                         | GB                         | US                         | DE                         | GB                       | US                       | DE                       | GB               | US               | DE                                     |
| ----------- | ----------------------------- | -------------------------- | -------------------------- | -------------------------- | ------------------------ | ------------------------ | ------------------------ | ---------------- | ---------------- | -------------------------------------- |
| Kompilation | The Beatles’ First            | 4. Aug. 1967               | –                          | Apr. 1964                  | –                        | n.v.                     | –                        | Polydor 236-201  | –                | Polydor 46 432 (Mono) 237 632 (Stereo) |
| Kompilation | In the Beginning (Circa 1960) | –                          | 4. Mai 1970                | –                          | n.v.                     | 117                      | n.v.                     | –                | Polydor 24-4504  | –                                      |
| Kompilation | Beatles Bop – Hamburg Days    | –                          | –                          | 6. Nov. 2001               | n.v.                     | n.v.                     | –                        | –                | –                | Bear Family Records BCD 16583 BH       |

### Chartplatzierungen der Beatles & Tony Sheridan-Singles
| Single                                                    | Datum der Veröffentlichung | Datum der Veröffentlichung | Datum der Veröffentlichung | Beste Charts-Platzierung | Beste Charts-Platzierung | Beste Charts-Platzierung | Label Katalognr. | Label Katalognr. | Label Katalognr. |
| A-Seite / B-Seite                                         | GB                         | US                         | DE                         | GB                       | US                       | DE                       | GB               | US               | DE               |
| --------------------------------------------------------- | -------------------------- | -------------------------- | -------------------------- | ------------------------ | ------------------------ | ------------------------ | ---------------- | ---------------- | ---------------- |
| My Bonnie / The Saints                                    | –                          | –                          | März 1964                  | n.v.                     | n.v.                     | 50 / –                   | –                | –                | Polydor NH 52273 |
| Cry for a Shadow / Why                                    | Feb. 1964                  | –                          | 28. Feb. 1964              | –                        | n.v.                     | – / –                    | Polydor NH 52275 | –                | Polydor NH 52275 |
| Why / Cry for a Shadow                                    | –                          | 27. März 1964              | –                          | n.v.                     | 88 / –                   | n.v.                     | –                | MGM K 13227      | –                |
| Ain’t She Sweet / If You Love Me, Baby                    | 29. Mai 1964               | –                          | 15. Apr. 1964              | 24                       | n.v.                     | – / –                    | Polydor NH 52317 | –                | Polydor NH 52317 |
| Sweet Georgia Brown / Take Out Some Insurance on Me, Baby | –                          | 1. Juni 1964               | –                          | n.v.                     | – / –                    | n.v.                     | –                | ATCO 45-6302     | –                |
| Ain’t She Sweet / Nobody’s Child                          | –                          | 6. Juli 1964               | –                          | n.v.                     | 19 / –                   | n.v.                     | –                | ATCO 45-6308     | –                |
| Sweet Georgia Brown / Nobody’s Child                      | –                          | –                          | 31. Jan. 1965              | n.v.                     | n.v.                     | –                        | –                | –                | Polydor NH 52906 |

### Chartplatzierungen der Beatles & Tony Sheridan-EPs
| EP                             | EP                                            | Datum der Veröffentlichung | Datum der Veröffentlichung | Datum der Veröffentlichung | Beste Charts-Platzierung | Beste Charts-Platzierung | Beste Charts-Platzierung | Label Katalognr. | Label Katalognr. | Label Katalognr. |
| Titel                          | Lieder A-Seite / B-Seite                      | GB                         | US                         | DE                         | GB                       | US                       | DE                       | GB               | US               | DE               |
| ------------------------------ | --------------------------------------------- | -------------------------- | -------------------------- | -------------------------- | ------------------------ | ------------------------ | ------------------------ | ---------------- | ---------------- | ---------------- |
| Tony Sheridan with The Beatles | My Bonnie; Cry for a Shadow / The Saints; Why | –                          | –                          | Juli 1963                  | n.v.                     | n.v.                     | –                        | –                | –                | Polydor 41646    |

## Verkaufszahlen und Auszeichnungen
| Land/Region                  | Auszeichnungen für Musikverkäufe (Land/Region, Auszeichnung, Verkäufe) | Verkäufe |
| ---------------------------- | ---------------------------------------------------------------------- | -------- |
| Frankreich (SNEP)            | Gold                                                                   | 100.000  |
| Vereinigtes Königreich (BPI) | Gold                                                                   | 100.000  |
| Insgesamt                    | 2× Gold ·                                                              | 200.000  |